# Bricklin

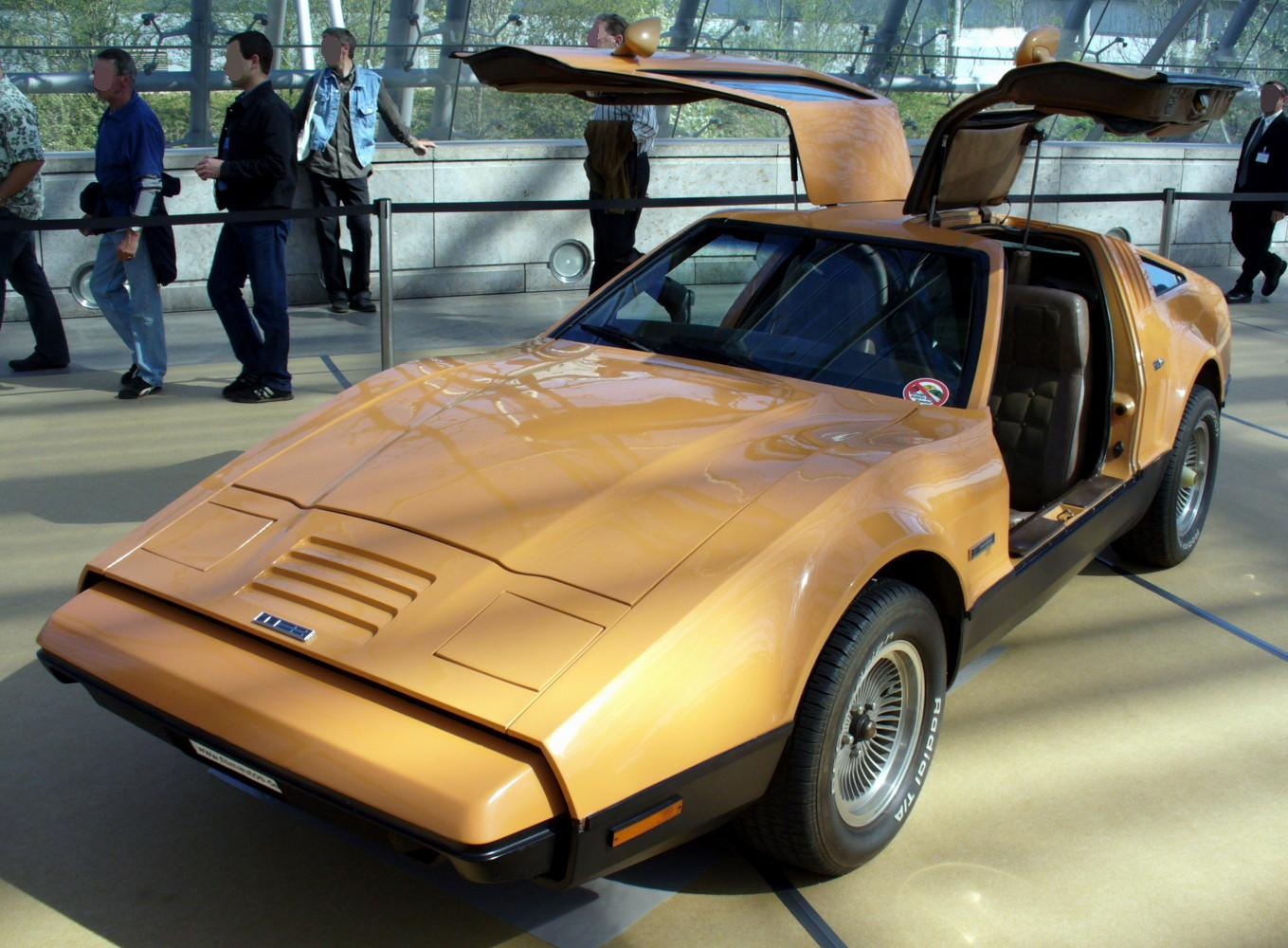
Bricklin SV-1, företagets enda modell innan det gick i konkurs 1975.

Bricklin Vehicle Corporation var en kanadensisk biltillverkare verksam mellan 1974 och 1975. Företaget grundades av den amerikanska affärsmannen Malcolm Bricklin 1974, med huvudkontor och tillverkning i Saint John, New Brunswick. Endast en modell hann komma i serietillverkning, sportbilen Bricklin SV-1, innan företaget gick i konkurs 1975 efter ekonomiska problem.